# Brit Awards 2012
Les Brit Awards 2012 ont lieu le 21 février 2012 à l'O2 Arena à Londres. Il s'agit de la 32e cérémonie des Brit Awards, présentée par James Corden et diffusée en direct à la télévision sur la chaîne ITV.
Un bref hommage est rendu aux chanteuses Amy Winehouse et Whitney Houston disparues respectivement en juillet 2011 et février 2012.
Pour des raisons de timing, le présentateur James Corden est contraint d'interrompre le discours de remerciement de la chanteuse Adele qui a reçu le Brit Award du meilleur album britannique. Cette dernière, énervée, se retire en adressant un doigt d'honneur aux organisateurs de la cérémonie,. 
Le prix de la révélation internationale est attribué pour la dernière fois.
Après Vivienne Westwood l'année précédente, c'est Peter Blake qui s'est chargé du design de la statuette remise aux artistes.

## Interprétations sur scène
Plusieurs chansons sont interprétées lors de la cérémonie :
- Coldplay : Charlie Brown
- Florence and the Machine : No Light, No Light
- Olly Murs et Rizzle Kicks: Heart Skips a Beat
- Ed Sheeran : Lego House
- Noel Gallagher's High Flying Birds et Chris Martin: AKA... What a Life!
- Adele : Rolling in the Deep
- Bruno Mars : Just the Way You Are
- Rihanna : We Found Love
- Blur et Phil Daniels : Girls & Boys / Song 2 / Parklife / Tender / This Is a Low

## Palmarès
Les lauréats apparaissent en caractères gras.

### Meilleur album britannique
- 21 d' Adele
  - Mylo Xyloto de Coldplay
  - Ceremonials de Florence and the Machine
  - Let England Shake de PJ Harvey
  - + de Ed Sheeran

### Meilleur single britannique
- What Makes You Beautiful de One Direction
  - Someone Like You d'Adele
  - Changed the Way You Kissed Me d'Example
  - Price Tag de Jessie J feat. B.O.B.
  - She Makes Me Wanna de JLS feat. Dev
  - All About Tonight de Pixie Lott
  - Wherever You Are de Military Wives (en) with Gareth Malone (en)
  - Heart Skips a Beat de Olly Murs feat. Rizzle Kicks
  - The A Team de Ed Sheeran
  - Glad You Came de The Wanted

Note : Le vainqueur est désigné par un vote des téléspectateurs sur internet.

### Meilleur artiste solo masculin britannique
- Ed Sheeran
  - James Blake
  - Noel Gallagher's High Flying Birds
  - James Morrison
  - Professor Green

### Meilleure artiste solo féminine britannique
- Adele
  - Kate Bush
  - Florence and the Machine
  - Jessie J
  - Laura Marling

### Meilleur groupe britannique
- Coldplay
  - Arctic Monkeys
  - Chase and Status
  - Elbow
  - Kasabian

### Révélation britannique
- Ed Sheeran
  - Anna Calvi
  - Jessie J
  - Emeli Sandé
  - The Vaccines

### Meilleur producteur britannique
- Ethan Johns (en)
  - Paul Epworth
  - Flood

### Choix des critiques
- Emeli Sandé
  - Maverick Sabre (en)
  - Michael Kiwanuka

### Meilleur artiste solo masculin international
- Bruno Mars
  - Ryan Adams
  - Aloe Blacc
  - Bon Iver
  - David Guetta

### Meilleure artiste solo féminine internationale
- Rihanna
  - Beyoncé
  - Björk
  - Feist
  - Lady Gaga

### Meilleure groupe international
- Foo Fighters
  - Fleet Foxes
  - Lady Antebellum
  - Maroon 5
  - Jay-Z et Kanye West

### Révélation internationale
- Lana Del Rey
  - Aloe Blacc
  - Bon Iver
  - Foster the People
  - Nicki Minaj

### Contribution exceptionnelle à la musique
- Blur

## Artistes à nominations multiples
- 4 nominations :
  - Ed Sheeran

- 3 nominations :
  - Adele
  - Jessie J

- 2 nominations :
  - Aloe Blacc
  - Bon Iver
  - Coldplay
  - Florence and the Machine
  - Emeli Sandé

## Artistes à récompenses multiples
- 2 récompenses :
  - Adele
  - Ed Sheeran